# Paragongylopus sinensis
Paragongylopus sinensis is een wandelende tak uit familie Bacillidae. De wetenschappelijke naam van deze soort is voor het eerst voorgesteld door S.C. Chen en Y.H. He in een publicatie uit 1997.
De soort komt voor in Zuid-China.